# 大村純頼
大村 純頼（おおむら すみより）は、肥前国大村藩の第2代藩主。大村純忠の孫に当たる。

## 生涯
文禄元年（1592年）、豊臣政権下の大名（後の大村藩の初代藩主）である大村喜前の長男として三城で生まれる。早くから父と共に共同政治を行なっており、慶長12年（1607年）には徳川家康の許しを得て、財源確保と藩主権力強化のために「御一門払い」と呼ばれる一門の領地没収を強制的に実行している。慶長19年（1614年）11月の大坂冬の陣では徳川方として参戦し、長崎の警備を務めた。翌元和元年（1615年）4月末からの大坂夏の陣では、兵船を率いて大坂に向かった。5月1日に周防国上関（現・山口県熊毛郡上関町）まで進めたが、5月8日には大坂城は落城し、純頼は間に合わなかった。そのまま上方に向かい、伏見と京で第二代将軍徳川秀忠に拝謁している。
元和元年（1615年）春、父の病により家督を譲られた。父は翌元和2年（1616年）に死去している。前述の大坂出陣が遅れたのは、このあたりの混乱があったとも推測される。戦後は大坂城から逃れた豊臣氏残党の追捕を行っている。豊臣方の武将であった北川宣勝を預けられるが、北川はのち大村藩に登用されている。
父と同じようにキリシタンを取締り、弾圧している。大坂の陣を前にした慶長19年（1614年）9月、幕命を受けて近隣の鍋島、寺沢、有馬、松浦の諸氏と共に長崎の教会を破却した。元和3年（1617年）頃にはドミニコ会のアルフォンソ･デ･ナバレテ・ベニト、イエズス会のジョアン・バティスタ・マシャード、フランシスコ会のペドロ・アスンプシオン、アウグスティノ会のエルナンド・デ・アラヤの四人の外国人宣教師を斬首刑にしている。一方で宣教師側の史料では、叔母の松東院は宣教活動を活発に行っていた、とも伝わる。
元和5年（1619年）9月、徳川領となった大坂城の石垣修理の命を幕府から受けたが、直後の11月13日、玖島城で急死した。享年28。父が建立した菩提寺の万歳山本経寺に埋葬された。跡を長男の純信が継いだ。
その突然の死のため、父と同じようにキリシタン弾圧を恨んだ宣教師によって毒殺されたともいわれる。

## 系譜
父母
- 大村喜前（父）
- 有馬義純の娘（母）

正室
- 大村頼直の養女 ー 家臣楠本右衛門[2]の娘

子女
- 大村純信（長男）生母は正室